# دبليو سي دبليو سوبربراول ريسلينغ
دبليو سي دبليو سوبربراول ريسلينغ (بالإنجليزية: WCW SuperBrawl Wrestling)‏ ، هي لعبة فيديو إلكترونية من نوع رياضة المصارعة الحرة ، أنتجها شركة بيم سوفتوير ونشرها شركة إف سي آي اليابانية سنة 1994م ، وتعمل اللعبة حصرا لنظام سوبر نينتندو.